# 島嶼地區
島嶼地區（英語：Insular area）特指那些不屬于美國五十州以及聯邦特區的美國属地。

## 定義
在美國國務院使用的術語“島嶼地區”不僅指這些在美國主權之下的領土，還可以指代某些與美國已經簽署一項自由聯合協約獨立的國家。這些國家參加許多其他國內的程序，他們在法律上有別於美國和其居民。因而這些國家的居民不是美國公民或國民。

## 法定權利與義務
這些有人居住的島嶼地區是美国非合并属地，所以這些地區本土出生的居民不被美國憲法承認為美國公民。美國國會已經將公民權利擴大至所有有人居住的領土，所以這些居住在任何美國管轄地區的居民可以進行公民投票和競選公職。过去唯一的例外是美屬薩摩亞 ，其人民是美國國民（U.S. nationals），但并非美國公民（U.S. citizens）。他們可以在整個美國自由迁徙，並尋求就業機會，而不受到移民限制。但他們不能在美屬薩摩亞以外投票或擔任美屬薩摩亞以外的公職。此项例外于2019年12月被犹他州联邦法院推翻，自此美属萨摩亚人被认定为美国公民。
島嶼地區的居民不支付美國聯邦稅，而大多數居民以美國聯邦收入稅的同一利率向領土政府繳稅。島嶼地區的選民不參加美國總統大選也沒有美國國會成員選舉投票權，島嶼地區的製品可標示為“ 美國製造 ” 。

## 美國島嶼地區列表

美國島嶼地區位置图
美國五十州以及聯邦特區
合併非建制属地
非合併建制属地（自治邦）
非合併建制属地（非自治邦）
非合併非建制属地

一些在太平洋和加勒比海无人居住的島嶼被認為是美國的本土外小岛屿。

## 有常住居民
- 美属萨摩亚
- 關島
- 波多黎各
- 美屬維爾京群島

## 无常住居民
沿著巴爾米拉環礁和威克島，這些構成了美國本土之外的小島嶼群：
- 豪兰和贝克群岛
  - 豪兰岛
  - 贝克岛
- 贾维斯岛
- 強斯頓環礁
- 金曼礁
- 中途島
- 巴尔米拉环礁
- 威克岛（有美国驻军，无常住居民）

從1947年7月18日到1994年10月1日，屬于美國管理的联合国託管領土，太平洋島嶼和所有的四個政治單位進入了一種新的政治關係（其中之一是上面列出的北馬里亞納群島，其他三個為下文指出的自由聯合州）。

## 联系邦
這幾個联系邦是個主權國家與美國簽訂的自由聯合国。在他們擁有主權之前，它們并不在美國管轄範圍內。但是直到上世紀90年代它們被聯合國接納之前，許多人認為它們是美國的獨立領土。
- 马绍尔群岛
- 密克羅尼西亞聯邦
- 帛琉

## 主权爭議地區
- 巴霍努埃沃浅滩（与 哥伦比亚和 牙买加有主权争议；目前该地区由 哥伦比亚实际控制）
- （与 海地有主权争议）
- 塞拉尼拉浅滩（与 哥伦比亚、 和 牙买加有主权争议；目前该地区由 哥伦比亚实际控制）
- 威克岛（与 马绍尔群岛有主权争议）

## 前殖民地
- 古巴，因1898年通過的巴黎條約而給予美國軍政府，1902年5月20日獲得獨立。
- 菲律賓，因1898年通過的巴黎條約而給予美國，於1946年7月4日實現了獨立。

## 外部連結
- Office of Insular Affairs
- Department of the Interior Definitions of Insular Area Political Types
- Rubin, Richard, "The Lost Islands" （页面存档备份，存于）, The Atlantic Monthly, February 2001
- Chapter 7: Puerto Rico and the Outlying Areas （页面存档备份，存于）, U.S. Census Bureau, Geographic Areas Reference Manual